# マツコ&有吉 かりそめ天国
『マツコ&有吉 かりそめ天国』（マツコアンドありよし かりそめてんごく）は、テレビ朝日系列で2017年4月5日から放送されているトークバラエティ番組であり、マツコ・デラックスと有吉弘行の冠番組。2019年10月11日から毎週金曜日 20:00 - 20:54（JST）に放送されている。

## 概要
同局で、6年間放送された前番組『マツコ&有吉の怒り新党』をリニューアルし、2017年4月5日から放送をスタートした。
「視聴者の怒り」の投稿を受け付けていた前番組から変わり、「マツコ・有吉のお耳に入れたい話」を受け付けている。また、（前番組の「新・三大○○」コーナーで登場したような）「その道のスペシャリスト」が、同様に「お耳に入れたい話」として、映像などをプレゼンすることもある。この途中で「幸せ」をテーマにした、短いインターミッション映像が流れる。
第1回では『怒り新党』時代にはあったお菓子がなくなり、飲み物が水になっていたため、マツコ・有吉からドリンクバーを置いてほしいとの要望があった。そのため第2回は応急処置で飲み物を3つの中から選ぶ形になり、第3回からは2人の要望通りドリンクバーが設置された（なお商品名は諸事情によりぼかされている場合もある。日本コカ・コーラのアンバサなど）。第4回以降、2人の希望が反映されるようになり、週替わりで飲み物が変わるようになった。2017年7月26日放送分には各社協力の下、競合他社飲料が入った自販機が1台導入された。同年8月30日放送分にはもう一台追加された。
2017年10月以降は番組内容が変わり、マツコ・有吉に取り上げてもらいたい視聴者からの情報や悩み・怒り等を2本程放送し、視聴者が叶えて欲しい欲望をタレントや俳優・女優が代わりに体験する企画内容になった。
2018年10月3日より5分繰り下がり、23:20 - 翌0:20枠に変更された。
2019年3月28日、「平成最高の10傑にマツコ有吉がモノ申すSP」と題して初のゴールデンタイム2時間スペシャルを放送。スペシャルゲストには、俳優の斎藤工が初の食リポを行なった。
2019年5月9日、「AbemaTV開局3周年記念 テレビ朝日&アベマTV ネオバラリレーーー→放送WEEK」の企画として『マツコ&有吉 かりそめ天国（AbemaTV開局3周年記念）』がAbemaTVにて配信された。
2019年の秋改編で『ミュージックステーション』が金曜21時枠に移動。空いた金曜20時枠に、本番組がネオバラエティ（水曜枠）からゴールデンタイムに昇格する形での移動となった。テレビ朝日が金曜20時枠にバラエティ番組を編成するのはNETテレビ時代の『宇宙大爆笑』以来51年ぶり。初回となる2019年10月11日放送分は、19時からの3時間スペシャルで放送された。10月18日には、『ザワつく!金曜日』、『ミュージックステーション』、そして当番組を含めた3番組による「『テレ朝金曜3番組』合同記者会見」を実施。番組公式Twitter、テレビ朝日公式LINEとYouTube、AbemaTVで生配信された。
ゴールデンタイム昇格後は夜9時台の『ミュージックステーション』との隔週2時間スペシャルを組む傾向がある。
2020年4月10日放送分より番組ロゴを変更。二代目ロゴは小山ゆうじろうが手掛け、イラスト化されたマツコ・有吉が、トークを繰り広げている様子を表現したデザインになっている。
2021年4月23日放送分の『マツコ&有吉 かりそめ天国 2時間スペシャル』では、有吉と夏目三久の結婚を記念して前身番組である『怒り新党』がコーナーとして復活放送が行われた。番組内では夏目が2021年9月末で芸能界を引退することを明らかにしたほか、終盤に久保田も登場し、夏目への花束贈呈を行っている。
2022年1月21日から3月まで関東地区のみ、直後の20:54 - 21:00に『まだ かりそめ天国』を別途放送した。

## 備考
2022年3月18日は当初放送予定だったが、ロシアのウクライナ侵攻に関する緊急特番を放送したため、急遽放送中止となった。その後、4月8日にて緊急蔵出し2時間スペシャルで放送された。
2022年7月8日は当初放送予定だったが、同日昼前に発生した安倍晋三銃撃事件を受け、『報道ステーション』の緊急特別番組を放送したため、急遽延期・お蔵入りとなった。その後、7月29日にて緊急蔵出し2時間スペシャルとして放送された。

## 出演者

### スタジオ
- マツコ・デラックス
- 有吉弘行
- 久保田直子（テレビ朝日アナウンサー）

### ナレーション
- 前野朋哉
- 柏田ユウリ

### VTRコーナー出演
かりそめ天国オールスターズ
VTR企画に出演するタレント。本項では常連の出演者や、スタジオ出演経験のあるタレントを記す。

現在の出演者
- 大久保佳代子（オアシズ） - 「手間暇かけすぎスイーツ」「通はこっち!スイーツ」などに出演。
- 黒沢かずこ（森三中）- 頻繁に自身の出身地である茨城県でロケをする。なおそのロケではパートナーとして大久保と共演。
- 仁支川峰子 - ロケでは必ず芸人パートナーを引き連れて出演する。共演機会が多いパートナーは平子祐希。
- 平子祐希（アルコ&ピース）- 「峰子・平子のロケハン旅」に出演。24年3月9日のロケ以降峰子とは共演せず、[注 4]平子自身は大久保と2人でロケをしていた回もあったが、25年2月7日の「マツコ 終の住処 inタイ」で峰子と半年ぶりに共演した。
- タイムマシーン3号（山本浩司・関太）- 現在は峰子とロケで共演する機会が多い。
- 秋山竜次（ロバート）- 「ロバート秋山の実録グルメ抗争」「空港散歩の達人」に出演。ロケでは必ず2〜3回扮装をする。主な扮装は「変態エアライン CEO リュウジ」
- ずん（飯尾和樹・やす）- 当初は飯尾のみの出演だったが、22年12月16日放送分からやすが初出演。これ以来コンビとしての出演回数が多かったが、2025年現在は飯尾のみが出演。
- U字工事（福田薫・益子卓郎）- 「U字工事の敵情視察」に出演。頻繁に栃木の名所を紹介しており、それに対しマツコと有吉がいじりを入れる事で栃木の知名度向上に貢献したとして、とちぎテレビからマツコと有吉に金の盾が贈呈されている。[15]
- 岡部大（ハナコ） - 裏番組出演のため、21年4月2日放送分を以って一度番組を卒業したが、枠移動する事に伴い同年10月8日放送の2時間スペシャルで半年ぶりに復帰。
- 岩崎う大（かもめんたる）- 直近は岡部とロケで共演する機会が多い。
- 草薙航基（宮下草薙） - 現在は「ファイヤーダンス」のみの出演だったが、2025年7月25日には黒沢との共演で約1年半ぶりのロケに出演。
- チャンカワイ（Wエンジン） - 同上。「ファイヤーダンス」企画のリーダー的存在。
- 小杉竜一（ブラックマヨネーズ）- 21年4月23日の「へぇ!ダービー」で初出演。2年ぶりの出演となった23年11月3日以降出演が増え、25年2月7日放送分で「かりそめ天国ファミリー」の話題が出た際、小杉の写真が出たため正式に「かりそめ天国ファミリー」となった。
- どぶろっく（森慎太郎・江口直人）
- オカリナ（おかずクラブ）- 元々は飯尾などとロケ出演が多かったが、現在は年2〜3回ペースに減少。

#### 過去の出演者
- AP鹿島（お菓子ちゃん[注 5]、番組スタッフ） - 「花嫁のお色直しを着放題したい!」など
- ガンバレルーヤ（まひる・よしこ）- 「一流ホテルのブッフェを食べまくりたい!」「うなぎ名店の肝吸いをバンバン飲み比べたい!」など。20年4月10日以降、出演がない。
- 蛭子能収 - 「珍しいフルーツ大福を食べて蛭子No.1を決めたい!」「蛭子旅行代理店」など。20年5月15日以降、出演がないが、2人のトークでは度々蛭子の名前が出てくる機会がある。
- 浜口京子 - 「超一流のバックコーラスを従えて歌い上げたい!」「緊急時に使うものを色々試しておきたい!」など。23年1月9日以降、出演がない。
- もう中学生 -「もう中学生のプロしか知らないNo.1企業伝説」など。23年11月3日以降、出演がない。
- 四千頭身後藤ファミリー - 23年12月1日以降、出演がない。
- 狩野英孝 - 24年1月5日以降、出演がない。「ファイヤーダンス」のチャン、草薙に次ぐ常連メンバー。
- 錦鯉（長谷川雅紀・渡辺隆）- 22年 - 23年はコンビで出演していたが、24年は渡辺のみ出演機会がなく、長谷川は24年3月1日放送分のみの出演となった。以降出演なし。
- 渡部建（アンジャッシュ） - 「グルメ王渡部の『いつもの』が食べたい!」など。20年6月以降、自身の不祥事に伴い出演休止。ただし有吉がトークの中で名前を挙げることがあり、モザイク処理された画像やシルエットが表示されることがある。24年5月24日放送分にて「あのグルメ王W氏」として黒塗りのシルエット画像のみであるが、うなぎの名店の紹介役として4年ぶりに出演した[16]。

ロケに出演経験がある芸人・タレント
- DJ KOO
- 山添寛（相席スタート）
- 井口浩之（ウエストランド）
- とにかく明るい安村
- 春日俊彰（オードリー）
- 小木博明（おぎやはぎ）
- 野田クリスタル（マヂカルラブリー）
- 平野ノラ
- ともしげ（モグライダー）
- ヒコロヒー
- キンタロー。
- 高橋克実
- 藤岡弘、ファミリー（天翔愛・天翔天音・藤岡舞衣）
- 草野仁
- 米倉涼子 -「劇場版 ドクターX FINAL」の宣伝で飯尾とロケに出演。
- 武藤敬司
- 加賀まりこ
- 片岡鶴太郎

## テーマ曲
番組内挿入歌にクイーン関連の楽曲（バルセロナ、アンダー・プレッシャー、ショウ・マスト・ゴー・オン、ボーン・トゥ・ラヴ・ユー）が使われている。
オープニングテーマ
- クイーン／懐かしのラヴァー・ボーイ

エンディングテーマ
- クイーン／手をとりあって

番宣の挿入歌
- クイーン／ボヘミアン・ラプソディ

## ネット局と放送時間

### 水曜ネオバラエティ
| 放送対象地域   | 放送局                       | 系列           | 放送日時                     | ネット状況    | 脚注      |
| -------------- | ---------------------------- | -------------- | ---------------------------- | ------------- | --------- |
| 関東広域圏     | テレビ朝日（EX）             | テレビ朝日系列 | 水曜 23:20 - 翌0:20          | 制作局        | 制作局    |
| 北海道         | 北海道テレビ（HTB）          | テレビ朝日系列 | 水曜 23:20 - 翌0:20          | 同時ネット    |           |
| 青森県         | 青森朝日放送（ABA）          | テレビ朝日系列 | 水曜 23:20 - 翌0:20          | 同時ネット    |           |
| 岩手県         | 岩手朝日テレビ（IAT）        | テレビ朝日系列 | 水曜 23:20 - 翌0:20          | 同時ネット    |           |
| 宮城県         | 東日本放送（KHB）            | テレビ朝日系列 | 水曜 23:20 - 翌0:20          | 同時ネット    |           |
| 秋田県         | 秋田朝日放送（AAB）          | テレビ朝日系列 | 水曜 23:20 - 翌0:20          | 同時ネット    |           |
| 山形県         | 山形テレビ（YTS）            | テレビ朝日系列 | 水曜 23:20 - 翌0:20          | 同時ネット    |           |
| 福島県         | 福島放送（KFB）              | テレビ朝日系列 | 水曜 23:20 - 翌0:20          | 同時ネット    |           |
| 長野県         | 長野朝日放送（abn）          | テレビ朝日系列 | 水曜 23:20 - 翌0:20          | 同時ネット    |           |
| 新潟県         | 新潟テレビ21（UX）           | テレビ朝日系列 | 水曜 23:20 - 翌0:20          | 同時ネット    |           |
| 静岡県         | 静岡朝日テレビ（SATV）       | テレビ朝日系列 | 水曜 23:20 - 翌0:20          | 同時ネット    |           |
| 石川県         | 北陸朝日放送（HAB）          | テレビ朝日系列 | 水曜 23:20 - 翌0:20          | 同時ネット    |           |
| 中京広域圏     | 名古屋テレビ（メ〜テレ/NBN） | テレビ朝日系列 | 水曜 23:20 - 翌0:20          | 同時ネット    |           |
| 広島県         | 広島ホームテレビ（HOME）     | テレビ朝日系列 | 水曜 23:20 - 翌0:20          | 同時ネット    | [ 注 8 ]  |
| 山口県         | 山口朝日放送（yab）          | テレビ朝日系列 | 水曜 23:20 - 翌0:20          | 同時ネット    |           |
| 香川県・岡山県 | 瀬戸内海放送（KSB）          | テレビ朝日系列 | 水曜 23:20 - 翌0:20          | 同時ネット    |           |
| 愛媛県         | 愛媛朝日テレビ（eat）        | テレビ朝日系列 | 水曜 23:20 - 翌0:20          | 同時ネット    |           |
| 福岡県         | 九州朝日放送（KBC）          | テレビ朝日系列 | 水曜 23:20 - 翌0:20          | 同時ネット    |           |
| 長崎県         | 長崎文化放送（NCC）          | テレビ朝日系列 | 水曜 23:20 - 翌0:20          | 同時ネット    |           |
| 熊本県         | 熊本朝日放送（KAB）          | テレビ朝日系列 | 水曜 23:20 - 翌0:20          | 同時ネット    |           |
| 大分県         | 大分朝日放送（OAB）          | テレビ朝日系列 | 水曜 23:20 - 翌0:20          | 同時ネット    |           |
| 鹿児島県       | 鹿児島放送（KKB）            | テレビ朝日系列 | 水曜 23:20 - 翌0:20          | 同時ネット    |           |
| 沖縄県         | 琉球朝日放送（QAB）          | テレビ朝日系列 | 水曜 23:20 - 翌0:20          | 同時ネット    |           |
| 近畿広域圏     | 朝日放送テレビ（ABC TV）     | テレビ朝日系列 | 木曜 0:35 - 1:37（水曜深夜） | 1時間15分遅れ | [ 注 10 ] |
| 富山県         | 富山テレビ（BBT）            | フジテレビ系列 | 木曜 0:35 - 1:35（水曜深夜） | 遅れネット    | [ 注 11 ] |
| 鳥取県・島根県 | 山陰放送（BSS）              | TBS系列        | 木曜 23:56 - 翌0:55          | 遅れネット    |           |
| 高知県         | 高知放送（RKC）              | 日本テレビ系列 | 金曜 0:54 - 1:54（木曜深夜） | 遅れネット    |           |

- 不定期ネット局
  - 四国放送（JRT）（日本テレビ系列）『ゴジカル!』が祝日等で休止となった場合に平日深夜の『プラチナイト』終了後に放送する場合がある。なお別番組で埋める場合もあり[注 12]。

### 金曜20時台
| 放送対象地域   | 放送局                       | 系列           | 放送日時          | ネット状況 | 脚注   |
| -------------- | ---------------------------- | -------------- | ----------------- | ---------- | ------ |
| 関東広域圏     | テレビ朝日（EX）             | テレビ朝日系列 | 金曜 20:00- 20:54 | 制作局     | 制作局 |
| 北海道         | 北海道テレビ（HTB）          | テレビ朝日系列 | 金曜 20:00- 20:54 | 同時ネット |        |
| 青森県         | 青森朝日放送（ABA）          | テレビ朝日系列 | 金曜 20:00- 20:54 | 同時ネット |        |
| 岩手県         | 岩手朝日テレビ（IAT）        | テレビ朝日系列 | 金曜 20:00- 20:54 | 同時ネット |        |
| 宮城県         | 東日本放送（khb）            | テレビ朝日系列 | 金曜 20:00- 20:54 | 同時ネット |        |
| 秋田県         | 秋田朝日放送（AAB）          | テレビ朝日系列 | 金曜 20:00- 20:54 | 同時ネット |        |
| 山形県         | 山形テレビ（YTS）            | テレビ朝日系列 | 金曜 20:00- 20:54 | 同時ネット |        |
| 福島県         | 福島放送（KFB）              | テレビ朝日系列 | 金曜 20:00- 20:54 | 同時ネット | [ 21 ] |
| 長野県         | 長野朝日放送（abn）          | テレビ朝日系列 | 金曜 20:00- 20:54 | 同時ネット |        |
| 新潟県         | 新潟テレビ21（UX）           | テレビ朝日系列 | 金曜 20:00- 20:54 | 同時ネット |        |
| 静岡県         | 静岡朝日テレビ（SATV）       | テレビ朝日系列 | 金曜 20:00- 20:54 | 同時ネット |        |
| 石川県         | 北陸朝日放送（HAB）          | テレビ朝日系列 | 金曜 20:00- 20:54 | 同時ネット |        |
| 中京広域圏     | 名古屋テレビ（メ〜テレ/NBN） | テレビ朝日系列 | 金曜 20:00- 20:54 | 同時ネット |        |
| 近畿広域圏     | 朝日放送テレビ（ABC TV）     | テレビ朝日系列 | 金曜 20:00- 20:54 | 同時ネット |        |
| 広島県         | 広島ホームテレビ（HOME）     | テレビ朝日系列 | 金曜 20:00- 20:54 | 同時ネット |        |
| 山口県         | 山口朝日放送（yab）          | テレビ朝日系列 | 金曜 20:00- 20:54 | 同時ネット |        |
| 香川県・岡山県 | 瀬戸内海放送（KSB）          | テレビ朝日系列 | 金曜 20:00- 20:54 | 同時ネット |        |
| 愛媛県         | 愛媛朝日テレビ（eat）        | テレビ朝日系列 | 金曜 20:00- 20:54 | 同時ネット |        |
| 福岡県         | 九州朝日放送（KBC）          | テレビ朝日系列 | 金曜 20:00- 20:54 | 同時ネット |        |
| 長崎県         | 長崎文化放送（ncc）          | テレビ朝日系列 | 金曜 20:00- 20:54 | 同時ネット |        |
| 熊本県         | 熊本朝日放送（KAB）          | テレビ朝日系列 | 金曜 20:00- 20:54 | 同時ネット |        |
| 大分県         | 大分朝日放送（OAB）          | テレビ朝日系列 | 金曜 20:00- 20:54 | 同時ネット |        |
| 鹿児島県       | 鹿児島放送（KKB）            | テレビ朝日系列 | 金曜 20:00- 20:54 | 同時ネット |        |
| 沖縄県         | 琉球朝日放送（QAB）          | テレビ朝日系列 | 金曜 20:00- 20:54 | 同時ネット |        |

- 2021年12月17日より、3時間スペシャル放送時は18:50開始となる。なお19:00まではローカルセールスのためネットしない地域は19:00飛び乗りとなる。

## スタッフ（2025年7月18日以降）
- ナレーター：前野朋哉
- 構成：そーたに、北本かつら、興津豪乃、矢野了平、羽柴拓、宮本有美香、武村圭佑
- CAM：羽田廣宣
- VE：伊賀佳奈子
- AUD：大嶋朋子
- CA：林侑希
- 照明：武内正信
- 美術：吉井真夏（テレビ朝日クリエイト）
- デザイン︰崎村陽（テレビ朝日クリエイト、一時離脱→復帰）【不定期】
- 美術進行：野口香織（一時離脱→復帰）【毎週】、寺岡悠介、脇山遼平【週替り】
- 大道具：中沢誠
- 小道具：門間誠
- 電飾：柴山潤
- 装飾︰長野敦子
- 植木︰鈴木雅氏
- 装置：渡辺麗
- ヘアメイク：川口カツラ店
- CG・デザイン：小山ゆうじろう、ODDJOB、南治樹
- イラスト：雑賀建郎【2023年4月28日まで毎週、休止ののち2024年より復帰】、室木おすし【雑賀の代役として2023年5月12日から毎週。雑賀復帰後も続投】[22]、原郷瑞希【不定期】
- 音効：加藤つよし
- TK：吉条雅美
- デスク：相馬恵美
- 宣伝：高橋夏子
- 編集：神宮寺暁【毎週】、高野梨紗子、加藤正朗（一時離脱→復帰）、横井美里、髙橋芽依、阿部公一、伊興田拓海、新井亮太【不定期】
- MA：梶山恭一、吉村良太郎、中筋涼介【週替り】
- 編成：高橋佑輔、馬渕真太朗（馬渕→一時離脱►復帰）
- リサーチ：下川悟、羽柴千晶【毎週】、パレット、明田有紀子【週替り】
- 協力：東京オフラインセンター、ボイスノート、CLAP&WALK
- 制作協力：D.Walker【毎週】、オクタゴン、LDL【週替り】
- エグゼクティブディレクター：畔柳吉彦（以前はゼネラルプロデューサー）
- AD：小森未来、小野賢人【毎週】、岩﨑野衣、斧山将貴、円城寺堅人、清水翔也、渡邉翔、並木俊憲、田村悠樹、井上剛太郎、山田果林、関口佳穂、松浦涼風、太田亜美、藤山結菜、百川亜弥、牧平碧【週替り】
- AD/ディレクター：橋本直明（以前は毎週AD）【週替り、回によって異なる】
- ディレクター：堀内裕二、山中豪、森本貴之（以前はAD）、町田洋昌、藤本達也（ガスコイン・カンパニー）、眞喜志亘【毎週】、根来昭人（オクタゴン）、鴻巣裕司、野上貢、伊藤守男、中西正太（シオプロ）、田中友洋、足立原円香（足立原→一時離脱→復帰）、野尻由紀子、足立達哉、井上淳矢、中島孝志、三村美絵、柳瀬寿明、長谷部雄人、渡辺康史、蓑茂健太郎、金光豪、岡本理人、坂田朋久【週替り】
- AP：竹内もも子、岩崎ちひろ、桑原恵、藤谷怜奈【毎週】、多田圭花、鹿島望、大橋ルミ（藤谷→以前は毎週AD、多田→以前は週替りAD、鹿島→以前は毎週→一時離脱）【週替り】
- CD：秋山直（以前はディレクター）
- プロデューサー：植岡耕一、越後圭祐、松本真樹（BIGTAKE）、菅間和彦【毎週】、岡本計（てっぱん）、染谷薫（LDL、以前はAD→週替りAP）、山北剛士（D.Walker）、太田兼仁（ビー・ブレーン、以前は毎週）【週替り】
- ゼネラルプロデューサー：小田隆一郎（以前はCD→一時離脱）
- 制作：テレビ朝日ビジネスソリューション本部 コンテンツ編成局第1制作部
- 制作著作：テレビ朝日

### 過去のスタッフ
- ナレーター：柏田ユウリ、中村無何有
- TM：田部哲平
- SW：時田将光
- CAM：高橋広、星野基幸、長塚史視、中山央平、中島せいや、山崎善映、上田裕照、中馬越直人
- MIX：安食愛美
- VE：鈴木太作、岡本健
- CA：林義広、西田賢太、平尾萌夏
- 美術：井積伸介
- 美術進行：渡邊眞太郎
- 小道具：中嶋誠宗、高橋吉彦
- 装飾︰島田祥子
- 装置：田村明美、小板橋厚史、大辺華子
- イラスト：カマダシュウ
- 編成：青木優、三浦靖雄、田中真由子、上野洋輔、久保田春記、宇喜多宏美、吉添智威、熊谷和也、長岡大河、辻慈生、清水正太郎（辻→一時離脱►復帰）
- 制作協力：花組
- リサーチ：オフィス・トゥー・ワン、米田匡篤、神山敏博、長尾樹、桜井たい子
- AD：井上真、工藤真大、山野希、佐々木圭、加藤桃代、武藤満依、奥野一昭、新井飛雄馬、木曽健人、吉池朗、原裕美子、遠藤成美、新田慧夢、浅野浩希、中村智、吉田愛菜、森田冴津季、井戸田絵里加、敷野雄大、彌永紗輝、坂本大地、溝口彩花、村上伸之介、久保堅太郎（久保→毎週）、米村公祐、山川卓也、沖田貴之、佐藤海斗、鈴木君弥、鈴木真理恵、多胡翔、中川瑞紀、吉田紗梨奈、内田渚咲、近藤葉月、近藤涼、小川颯太、市原正光、戸村真貴、鈴木愛、三木彩、佐藤真耶、小林夏大、小松良明、小林実央、宮田彩夏、川辺舞斗、由利晃伸、襲健央
- ディレクター：大野剛史、松尾竜二、伊藤史、柳川邦顕（LDL）、松岡秀尚、石丸達也、駒菜穂子、阪本篤、有働可奈子、坂本健一郎、北川泰之、村松茂樹、田中友洋、中村いずみ、塚原和代、梅津聡真、三宮浩嗣、中野伸郎、石和田英明、冨田英男、松田由紀子、藤野智光、米本樹、斉藤純二、黒田沙季、山口大介、原田浩司、甲斐将之、坂田和隆、佐野主紘
- CD：小松隼人（以前はディレクター→PD）
- AP：李英叔、海老沢まどか、中村健二
- プロデューサー：大森亮平（LDL）、金井大介、勝俣幸多（花組）、柴垣早智子、井ノ口功基（D.Walker、井ノ口→以前は毎週AP）
- ゼネラルプロデューサー：髙橋正輝（以前はプロデューサー）